# 2007年泰國眾議院選舉
2007年泰國眾議院選舉於2007年12月23日舉行，這天恰恰是西曆聖誕節之前二日。這次選舉是2006年泰國軍事政變之後的首次民主選舉。根據初步的點票結果，人民力量黨（People's Power Party──PPP）贏得480個議席中的232席，有可能入朝組閣。而民主黨則獲得165席，已經公開承認此次選舉失敗。
為了防止不測事件發生，泰國軍方派遣二十多萬名官兵在各地維持次序，使得選舉得以順利、和平舉行。人民力量黨候選人詹猜（Charnchai Silapauaychai）在宣佈參選後不久即遭到暗殺，成為本次選舉唯一的犧牲者；五名前民主黨人因此被泰國警方逮捕，但是他們堅稱自己是無辜的。

## 大選形勢
七黨角逐本次泰國議會選舉。總共有400個地區席位，和80個由優勝黨提名席位。參選各黨為：
| 黨名                                         |  | 黨領導人                             |
| -------------------------------------------- |  | ------------------------------------ |
| 泰國民主黨 (Phak Prachatipat)                |  | 阿披實·威差奇瓦（Abhisit Vejjajiva） |
| 愛祖國黨 (Phak Pua Paendin)                  |  | 素威（Suwit Kunkitti）               |
| 中立民主黨 (Phak Matchima Thippathai)        |  | 帕猜（Prachai Leophairatana）        |
| 人民力量黨 (Phak Palang Prachachon)          |  | 沙马·顺达卫（Samak Sundaravej）      |
| 保王人民黨 (Phak Pracha Raj)                 |  | 沙農（Sanoh Thienthong）             |
| 泰國國民黨 (Phak Chart Thai)                 |  | 班漢（Banharn Silpa-Archa）          |
| 國民聯發黨 (Phak Ruam Jai Thai Chat Pattana) |  | 戚莎（Chettha Thanajaro）            |

## 選舉前民意調查
八月初的民意調查看好泰國民主黨，該黨獲得百分之四十三的選民意願，領先于人民力量黨百分之二十，而泰人聯盟則以百分之七點七隨後。然而，在7月29日新當選的人民力量黨主席沙馬·順達衛積極展開促選活動，形勢開始逆轉。十一月民意調查結果為： 人民力量黨得百分之三十九，民主黨百分之三十二，國民黨百分之十，中民黨百分之九，愛祖國黨百分之五。 進入十二月，由于不斷重申將要全盤繼承前泰愛泰黨的政治綱領，人民力量黨聲勢漸漸浩大，傳媒開始預測該黨將會贏得議會的多數席位。

## 選區劃分

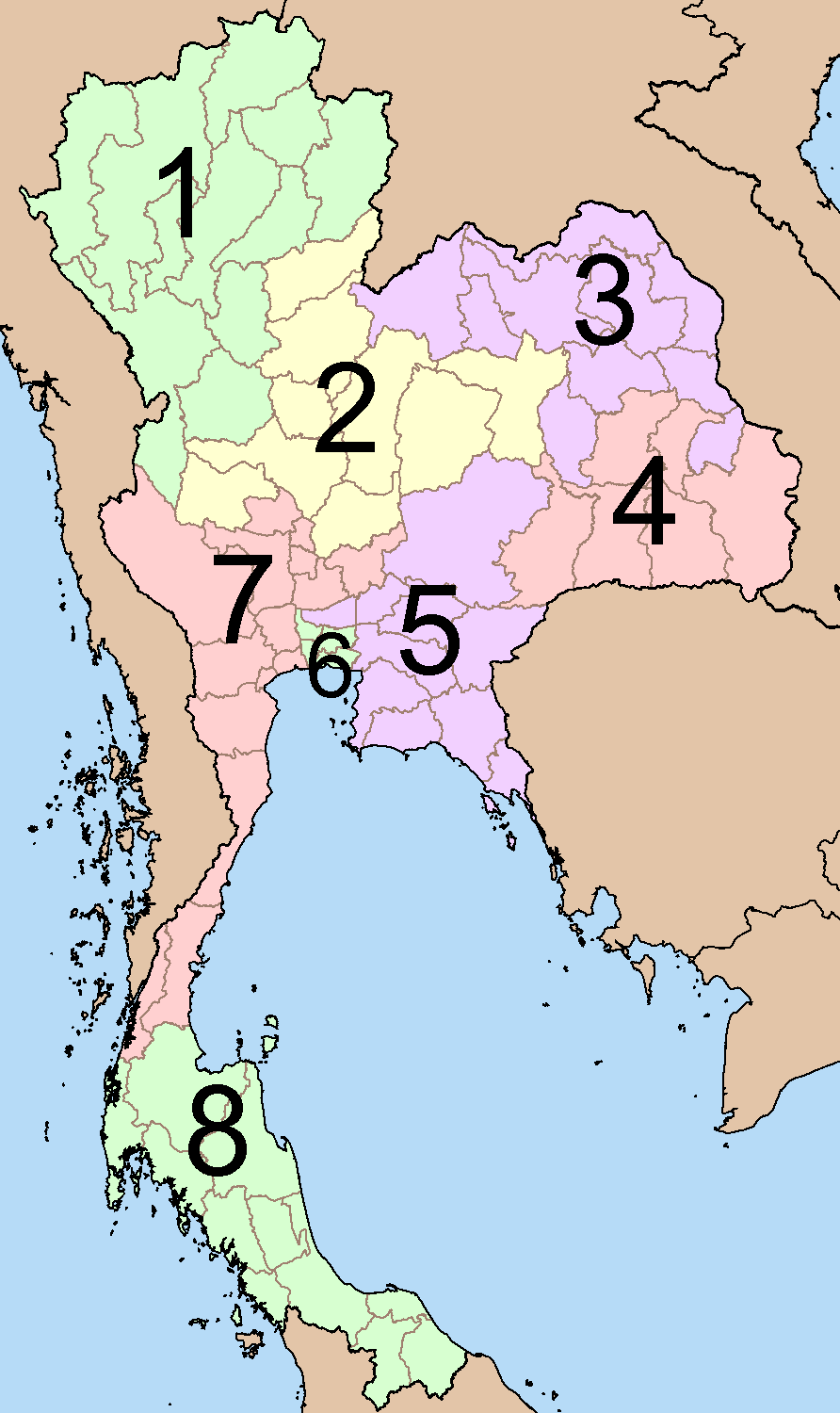
2007年泰國國會選舉選區劃分圖

本次議會選舉供各政黨角逐的席位比往年略有減少，總共480席。預投票於12月15日已經開始。。
為了統計方便，全國劃分為人口大致均等的八大選區，各大選區再劃分為幾十個小的基層選區，最終根據各基層選區人口不同，各自選出1至3名國會議員，具體劃分如下。
- 第1選區（11府，共7,615,610位選民）：清邁府、清萊府、夜豐頌府、帕堯府、楠府、南邦府、南奔府、帕府、素可泰府、達府、甘烹碧府
- 第2選區（9府，共7,897,563位選民）：北欖坡府、烏泰他尼府、碧差汶府、披集府、彭世洛府、猜也賁府、坤敬府、華富里府、程逸府
- 第3選區（10府，共7,959,163位選民）：廊開府、莫肯府、黎府、那空拍儂府、色軍府、廊磨喃蒲府、加拉信府、莫拉限府、嗎哈沙拉堪府、安納乍能府
- 第4選區（6府，共7,992,434位選民）：橫逸府、益梭通府、烏汶府、四色菊府、素輦府、武里喃府
- 第5選區（10府，共7,818,710位選民）：呵叻府、坤西育府、巴真府、沙繳府、北柳府、春武里府、羅勇府、尖竹汶府、桐艾府、巴吞他尼府
- 第6選區（包括大曼谷地區，共7,802,639位選民）：曼谷、暖武里府、北欖府
- 第7選區（15府，共7,800,965位選民）：北碧府、素攀府、佛統府、叻丕府、佛丕府、班武里府、春蓬府、拉廊府、猜納府、信武里府、紅統府、大城府、北標府、龍仔厝府、夜功府
- 第8選區（12府，共7,941,622位選民）：素叻府、攀牙府、洛坤府、甲米府、普吉府、董里府、博他侖府、沙敦府、宋卡府、北大年府、陶公府、惹拉府

## 選舉時機的選擇
政變軍人臨時政權起初宣佈大選將在2007年9月之前進行，後來臨時首相辦公室秘書Thirapat Serirangsan宣佈大選未必在九月政變發生後的一年零五個月之內舉行，也就是說可能將其日期推延至2008年3月之後。 另一方憲法起草委員會要求在2007年8月對新憲法舉行全民公投。如果憲法得以通過將在十月至十二月舉行首次國會大選。
後來進行多方磋商，日期在2007年9月29日與2008年1月之間徘徊。直到2007年3月，才初步定于2007年12月16日或者是12月23日。八月進行全民公投通過新憲法之後，才於8月27日宣佈競選日期定于12月23日，因為此日是該年內最後一個可行的投票日期。

## 選舉結果
這次大選，七黨均獲得議會席位，人民力量黨（PPP）以232席遙遙領先，僅缺九席即為絕對多數；而民主黨（DPT）僅得165席敗局已定。國民黨（Chart Thai）獲得37席得以維持力量均衡。
估計該次人民力量黨勝利的原因是：該黨繼承原泰愛泰黨的政治綱領，承諾一旦當選將致力解除對原先泰愛泰黨議員的五年不得參政的禁令，允許前總理他信回國並承諾解除對他的一切指控。深得相對比較貧苦與人民受教育程度較低的泰國北部和依善地區廣大民眾的支持。 而民主黨的政策則令上述地區的民眾感到難以信任。
據說泰國軍政權曾經發佈一道秘密命令，壓制人民力量黨的行動，但是一旦傳媒將此曝光，反而增進了民眾對該黨的支持，該黨也隨即向泰國競選監察委員會進行投訴。但是選監會很快就駁回其投訴，因為該國軍政權之核心──國務安全委員會（Council for National Security）已經在2007年泰國憲法中自己給予自己完全的憲法豁免權。
以下為初步大選結果的一覽表。
| 黨名稱 | 地區席位（Constituency） | 地區席位（Constituency） | 地區席位（Constituency） | 提名席位（Proportional） | 提名席位（Proportional） | 提名席位（Proportional） | 總計 |
| 黨名稱 | 實得票數                 | %                        | 實得席位                 | 實得票數                 | %                        | 實得席位                 | 總計 |
| --- | ------------------------ | ------------------------ | ------------------------ | ------------------------ | ------------------------ | ------------------------ | ---- |
| 人民力量黨 | 26,293,456               | 36.63                    | 198                      | 14,071,799               | 39.60                    | 34                       | 232  |
| 民主黨 | 21,745,696               | 30.30                    | 132                      | 14,084,265               | 39.63                    | 33                       | 165  |
| 國民黨 | 6,363,475                | 8.87                     | 33                       | 1,545,282                | 4.35                     | 4                        | 37   |
| 愛祖國黨 | 6,599,422                | 9.19                     | 18                       | 1,981,021                | 5.57                     | 7                        | 25   |
| 國民聯發黨 | 3,395,197                | 4.73                     | 8                        | 948,544                  | 2.67                     | 1                        | 9    |
| 中立民主黨 | 3,844,673                | 5.36                     | 7                        | 528,464                  | 1.49                     | 0                        | 7    |
| 保王人民黨 | 1,632,795                | 2.27                     | 4                        | 750,158                  | 2.11                     | 1                        | 5    |
| 其他黨 | 1,897,953                | 2.64                     | —                        | 1,626,234                | 4.58                     | —                        | 0    |
| 有效選票 | 71,772,667*              | 100                      | 400                      | 35,535,767               | 100                      | 80                       | 480  |
| 缺席（無投票） |                          |                          |                          | 906,216                  | 2.32                     |                          |      |
| 無效選票 | 2,539,429                | 6.51                     |                          |                          |                          |                          |      |
| 投票率 | 38,981,412               | 85.38                    |                          |                          |                          |                          |      |
| 資料來源：泰國《國民報》（The Nation） *由于各選區人口總數不同，各區至少可選出1名，有的可選出3名國會議員，所以有一些在當地聲望高的候選人可能會得到多達三席。 |                          |                          |                          |                          |                          |                          |      |

## 參照
1. ↑  The thai coup leader said: no vote for another year" （页面存档备份，存于），MSNBC, 20 September 2006.
2. ↑  Bangkok Post, Poll agency clears CNS for role in issuing classified order[]，13 December 2007
3. ↑  Bangkok Post, Junta 'never harmed PPP' Archive.today的存檔，存档日期2012-07-07，13 December 2007
4. ↑  IHT, Thailand to deploy 200,000 police and soldiers for post-coup elections （页面存档备份，存于），17 December 2007
5. ↑  "Thais Want Democrats to Form Government" （页面存档备份，存于），Angus Reid, September 11, 2007.
6. ↑  .   [2007-11-16]. （原始内容存档于2007-12-13）.
7. ↑  .   [2007-11-27]. （原始内容存档于2007-12-13）.
8. ↑  Michael H. Nelson. .   [2007-12-24]. （原始内容存档于2008-02-16）.
9. ↑   (PDF). Ministry of Foreign Affairs’ Special Bulletin.   [2007-12-24]. （原始内容 (PDF)存档于2008-02-16）.
10. ↑  .   [2007-12-24]. （原始内容存档于2012-10-09）.
11. ↑  The Nation, Drafting new charter 'may take 17 mths' （页面存档备份，存于），18 October 2006
12. ↑  "Thai elections expected at year end" （页面存档备份，存于），tvnz.co.nz, 12 January 2007
13. ↑  Beth Jinks and Suttinee Yuvejwattana, "Thai Election in December, Referendum by September"，Bloomberg.com, March 29, 2007.
14. ↑  Suttinee Yuvejwattana, "Thai King Approves Constitution, Allowing Election" （页面存档备份，存于），Bloomberg.com, August 24, 2007.
15. ↑  "Thailand sets date for election" （页面存档备份，存于），BBC News, August 27, 2007.
16. ↑  .   [2007-12-24]. （原始内容存档于2008-01-27）.
17. ↑  .   [2011-06-04]. （原始内容存档于2011-06-04）.
18. ↑  .   [2007-12-24]. （原始内容存档于2007-12-26）.

## 外部連結
- 泰王國選舉監察委員會（页面存档备份，存于） （页面存档备份，存于）
- 選舉形勢分析（一）
- 選舉形勢分析（二）
- 泰《國民報》關于泰王國2007年大選的報道 （英文）